# Isasca
Isasca (piemontesisch Isasca, okzitanisch Izascho) ist eine Gemeinde in der italienischen Provinz Cuneo (CN), Region Piemont.

## Lage und Einwohner
Isasca liegt 33 km nordwestlich von der Provinzhauptstadt Cuneo entfernt im alpinen Valle Varaita. Das Gemeindegebiet umfasst eine Fläche von 5 km² und hat  70 Einwohner (Stand 31. Dezember 2023) und ist damit die kleinste Gemeinde im Tal. Die Nachbargemeinden sind Brondello, Brossasco, Martiniana Po und Venasca.

## Geschichte

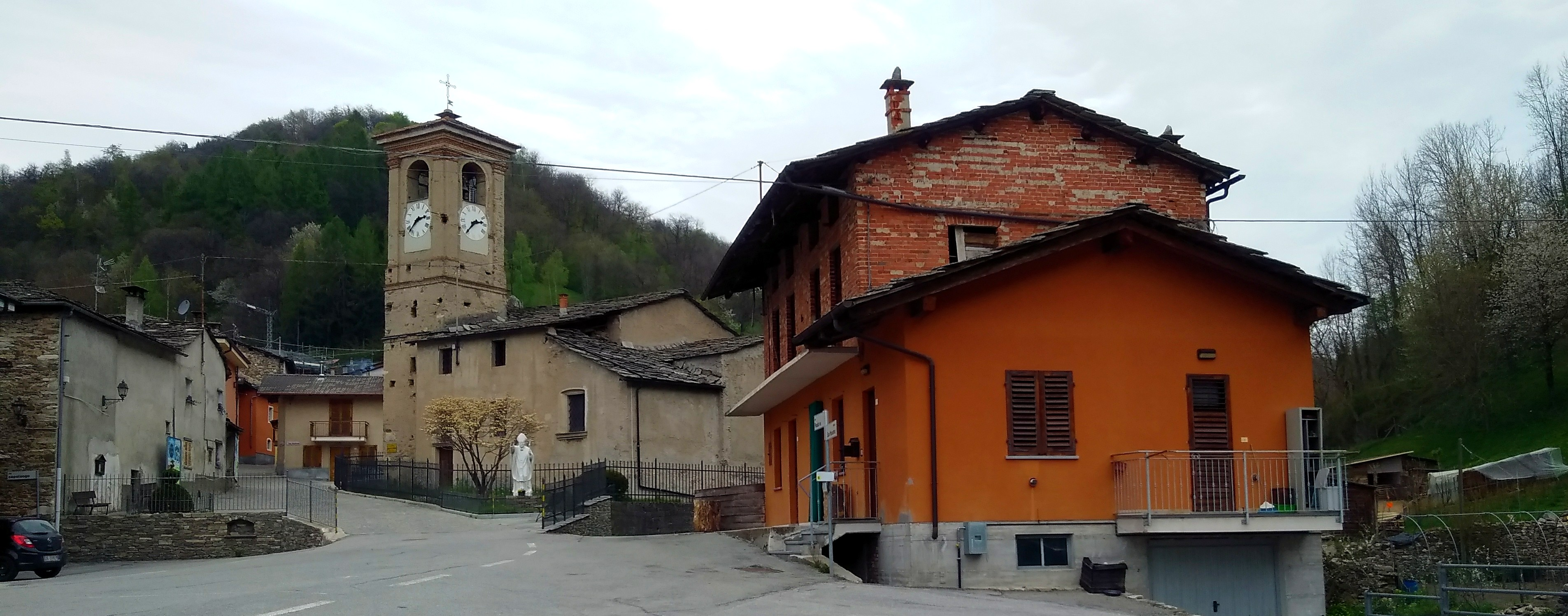
Isasca Zentrum

Das Dorf hat sehr alte Ursprünge. Offiziell geht die erste Spur der Siedlung auf ein Testament aus dem Jahr 1247 zurück. In diesem Dokument gewährte der damalige Herr von Venasca, Guglielmo, der nahegelegenen Abtei von Staffarda das Recht, auf isaschesischem Boden Holz zu ernten. Seit etwa 1400 ist das Dorf Isasca frei von jeglichen herrschaftlichen Zwängen. Die ersten Statuten stammen aus dem Jahr 1563. Mit dem Einzug der Familie Savoyen in die Markgrafschaft Saluzzo verlieh Herzog Carlo Emanuele I. Isasca als Lehen an den Herrn von Costigliole Ludovico Della Chiesa gegen Zahlung der Summe von 2300 Dukatonnen.
1928 wurde Isasca mit dem nahegelegenen Venasca vereinigt, um am Ende des Zweiten Weltkriegs wieder getrennt zu werden. In den letzten hundert Jahren kam es in der Gemeinde zu einer zunehmenden starken Entvölkerung und einem damit verbundenen Rückgang der Geburtenrate. Heute ist es die Heimat zahlreicher Holzhandwerker und landwirtschaftlicher Erzeuger. Zum Gedenken an den Schutzpatron des Dorfes findet alljährlich im August das San Chiaffredo Festa statt.
Seit über dreißig Jahren wird an Weihnachten eine mechanische Krippe ausgestellt, die weit und breit zu den schönsten gehört, und von den Dorfbewohner hergestellt wurde.